# John Henry Lewis
John Henry Lewis (* 1. Mai 1914 in Los Angeles; † 18. Mai 1974) war ein US-amerikanischer Boxer. Er war der erste schwarze Weltmeister im Halbschwergewicht.

## Karriere
Sein Urgroßonkel war der legendäre Tom Molineaux der als erster Schwarzer gegen den englischen Meister (und inoffiziellen Weltmeister) Tom Cribb antrat.
Er wurde mit Profi als Weltergewicht (erste Kämpfe noch nicht in der Bilanz aufgeführt).
1932 schlug er Jim Braddock in San Francisco und unterlag knapp Maxie Rosenbloom.
Im folgenden Jahr schlug er Rosenbloom zweimal, verlor aber die Begegnungen vier und fünf. Auch Braddock gewann einen Rückkampf.
1935 konnte er aber gegen Bob Olin um die WM boxen und gewann.
Aber eine Augenverletzung machte ihm zu schaffen und er stand kurz vor seinem Karriereende. Als ihm das bekannt wurde, bot ihm sein Freund Joe Louis 1939 einen lukrativen Schwergewichts-WM-Kampf an.
Dort war Lewis aber chancenlos und ging in der ersten Runde k. o. Danach hörte er auf.
1994 fand Lewis Aufnahme in die International Boxing Hall of Fame.